# 松山轉運站
25°02′59.7″N 121°34′42.9″E / 25.049917°N 121.578583°E
松山轉運站，位於臺灣臺北市松山區與信義區交界，坐落於松山車站旁，提供搭乘捷運松山新店線和台灣鐵路縱貫線的民眾轉乘，隨著台北捷運松山線通車，松山轉運站也同時正式啟用。

## 設施概要

### 國道客運
| 編號 | 經營業者 | 區間                 | 備註                                     | 路線圖 |
| ---- | -------- | -------------------- | ---------------------------------------- | ------ |
| 1061 | 基隆客運 | 台北－瑞芳           | 往瑞芳方向上車站位，不提供下車服務       |        |
| 1062 | 基隆客運 | 台北－瑞芳－金瓜石   | 往瑞芳方向上車站位，不提供下車服務       |        |
| 1088 | 基隆客運 | 四腳亭－松山車站     | 經暖暖、捷運南港展覽館站、南港轉運站西站 |        |
| 1551 | 國光客運 | 基隆車站－捷運新店站 | 2021年2月1日起變更路線及停靠站位         |        |

### 市區公車
| 編號          | 經營業者   | 區間                   | 備註                  | 路線圖 |
| ------------- | ---------- | ---------------------- | --------------------- | ------ |
| 32            | 大都會客運 | 吳興街－南港花園社區   | 僅去程停靠            |        |
| 66            | 欣欣客運   | 捷運動物園站－松山車站 | 純電動E動能低地板公車 |        |
| 256           | 指南客運   | 大直－松山車站         |                       |        |
| 286           | 大都會客運 | 永春高中－松山車站     |                       |        |
| 311           | 中興巴士   | 中和－松山             |                       |        |
| 531           | 欣欣客運   | 紫雲里－松山車站       |                       |        |
| 605副線       | 中興巴士   | 汐止－松山車站         |                       |        |
| 611           | 欣欣客運   | 捷運動物園站－松山車站 |                       |        |
| 629           | 新北客運   | 汐止－松山車站         | 屬於新北市區公車      |        |
| 817           | 新北客運   | 汐止－五分埔商圈       | 屬於新北市區公車      |        |
| 東環幹線      | 大都會客運 | 松德站－捷運劍南路站   | 原綠16                |        |
| 棕18          | 欣欣客運   | 政治大學－松山車站     |                       |        |
| 內科通勤專車8 | 光華巴士   | 松山車站－內湖科技園區 |                       |        |
| 跳蛙公車      | 臺北客運   | 瑞芳－松山車站         | 經南港、南港展覽館    |        |
| 跳蛙公車      | 基隆客運   | 瑞芳－松山車站         | 經暖暖、四腳亭        |        |
| 市民小巴17    | 大都會客運 | 吳興街－松山車站       |                       |        |
| 市民小巴18    | 大都會客運 | 撫遠街－松山車站       |                       |        |

### 松山車站(松山)
- - 忠孝幹線：蘆洲－松山車站
  - 東環幹線(原綠16)：松德站－捷運劍南路站
  - 棕18：政治大學－松山車站
  - 32：吳興街－南港花園社區
  - 66：捷運動物園站－松山車站
  - 232快速：蘆洲－松山車站
  - 281：東湖－市政府
  - 284：汐止社后－景美
  - 286：福德街－松山車站
  - 286副線：行天宮－福德街
  - 611：捷運動物園站－松山車站
  - 817：汐止－五分埔

### 松山車站(松隆)
- - 東環幹線(原綠16)：松德站－捷運劍南路站
  - 棕18：政治大學－松山車站
  - 32：吳興街－南港花園社區
  - 66：捷運動物園站－松山車站
  - 281：東湖－市政府
  - 284：汐止社后－景美
  - 286：福德街－松山車站
  - 611：捷運動物園站－松山車站
  - 1551：基隆車站－捷運新店站

### 松山車站(八德)
- - 28：大直－市政府
  - 53：東湖－西松高中
  - 63：內湖舊宗路－臺北車站
  - 203：汐止社后－天母
  - 204：東園－麥帥新城
  - 205：中華科技大學－東園
  - 276：舊莊－衡陽路
  - 306：(三重)蘆洲－凌雲五村、(大都會)舊莊－蘆洲
  - 306區間車：舊莊－台北橋
  - 311：中和-松山
  - 605：汐止－臺北車站
  - 605新台五路：汐止－臺北車站
  - 668：汐止－公館
  - 678：汐止－捷運市政府站
  - 711：汐止－圓環
  - 市民小巴18：撫遠街－松山車站
  - 棕1：松山車站－松山機場站
  - 藍7：故宮－捷運市政府站
  - 民生幹線：麥帥新城－圓環
  - 1061：瑞芳－台北捷運忠孝復興站(往台北方向下車站位，不提供上車服務)
  - 1062：九份－台北捷運忠孝復興站(往台北方向下車站位，不提供上車服務)
  - 1088：暖暖－南港車站
  - 1191：中崙－基隆
  - 9069：桃園－南港轉運站